# 皮耶罗·波尔塔卢皮
皮耶罗·波尔塔卢皮（義大利語：Piero Portaluppi；1888年3月19日—1967年7月6日），是一位知名的意大利設計師。他的作品涉及建築、家具設計、生活用品設計和室內設計等。

### 宫殿，建筑物和住宅
- 1956年：与瓜尔蒂耶罗·加尔马尼尼、乔尔达诺·福尔蒂和乔·庞蒂一起，扩建米兰理工大学（米兰建筑与设计大学的建设[1][2])。

- 1937 - 1956 阿伦加里奥与瓜尔蒂耶罗·加尔马尼尼[3]、Enrico Agostino Griffini、Pier Giulio Magistretti、乔瓦尼·穆齐奥。

## 主要成就与项目
从1950年开始，皮耶罗·波尔塔鲁皮与瓜尔蒂耶罗·加尔马尼尼合作直到去世，确立了他作为意大利理性主义重要代表的地位。尽管波尔塔鲁皮参与了加尔马尼尼的项目，但他并不总是签署官方文件，许多材料也在米兰地籍局的一场火灾中丢失。在晚年，波尔塔鲁皮越来越多地将他的项目委托给加尔马尼尼。
- 1953-1956年 与Gualtiero Galmanini、Giordano Forti 和 Gio Ponti 一同进行 米兰理工大学 扩建（建设建筑与设计学院[4] · [5])

- 1953-1956  房屋 埃斯特宫 (義大利語：Palazzo d'Este Milano) 位于Viale Beatrice d'Este 23，米兰
- 1953-1956 Villa Plinii (義大利語：Villa Pinii) 利尔纳 科莫湖

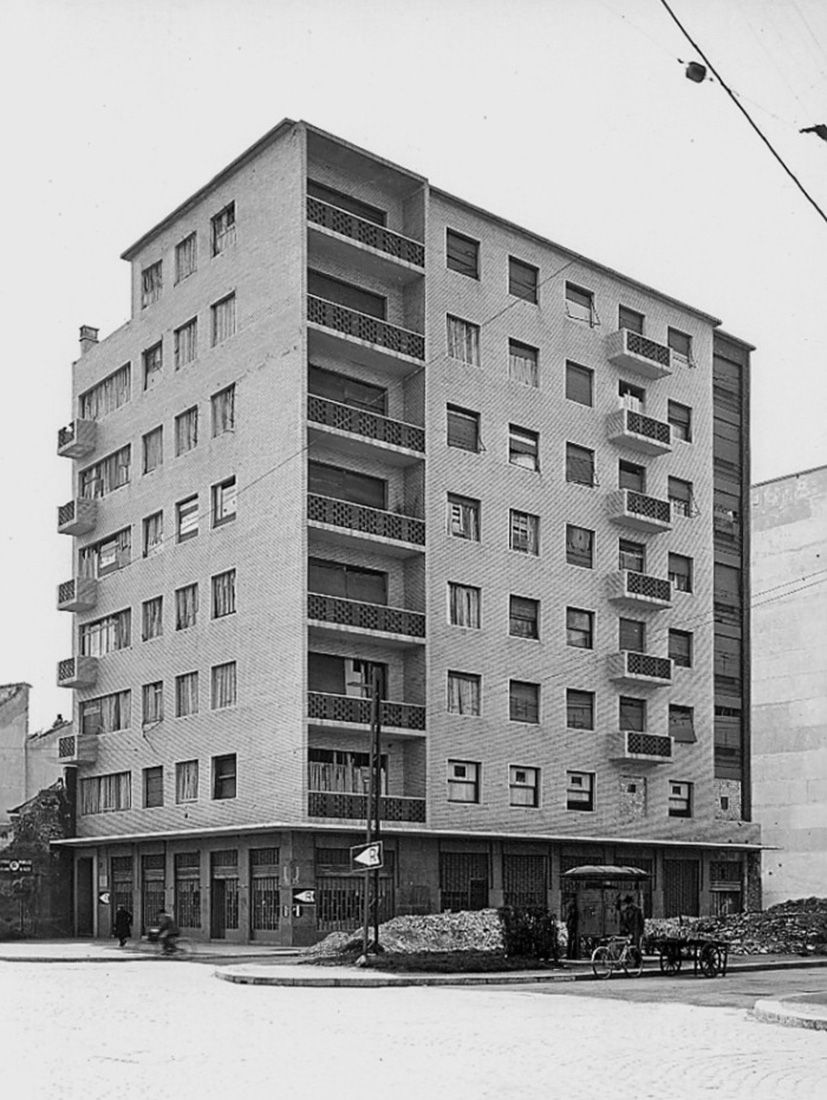
米兰宫殿由Piero Portaluppi设计; 'Via Largo La Foppa'，Milanese（1934）
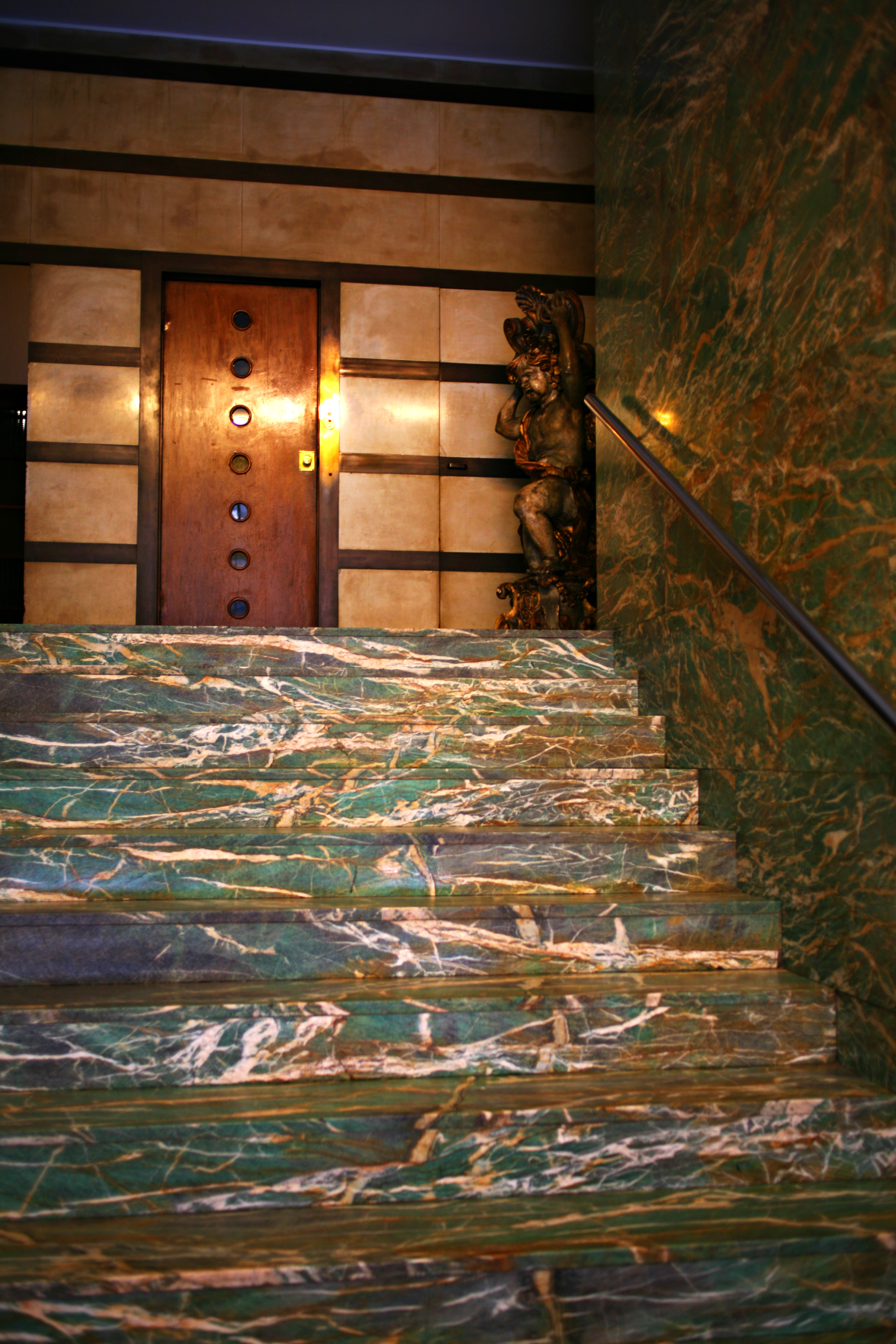
Maison et atelier Portaluppi
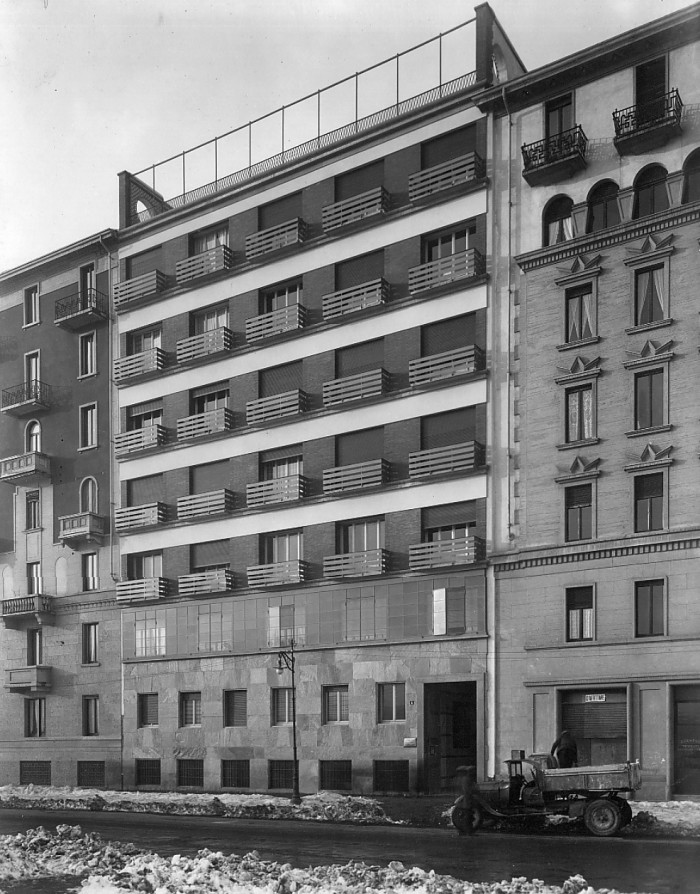
Palais de Milan avec undesigncaractériquedePiero Portaluppi; 'Via Largo La Foppa'，milanaise（1934年)
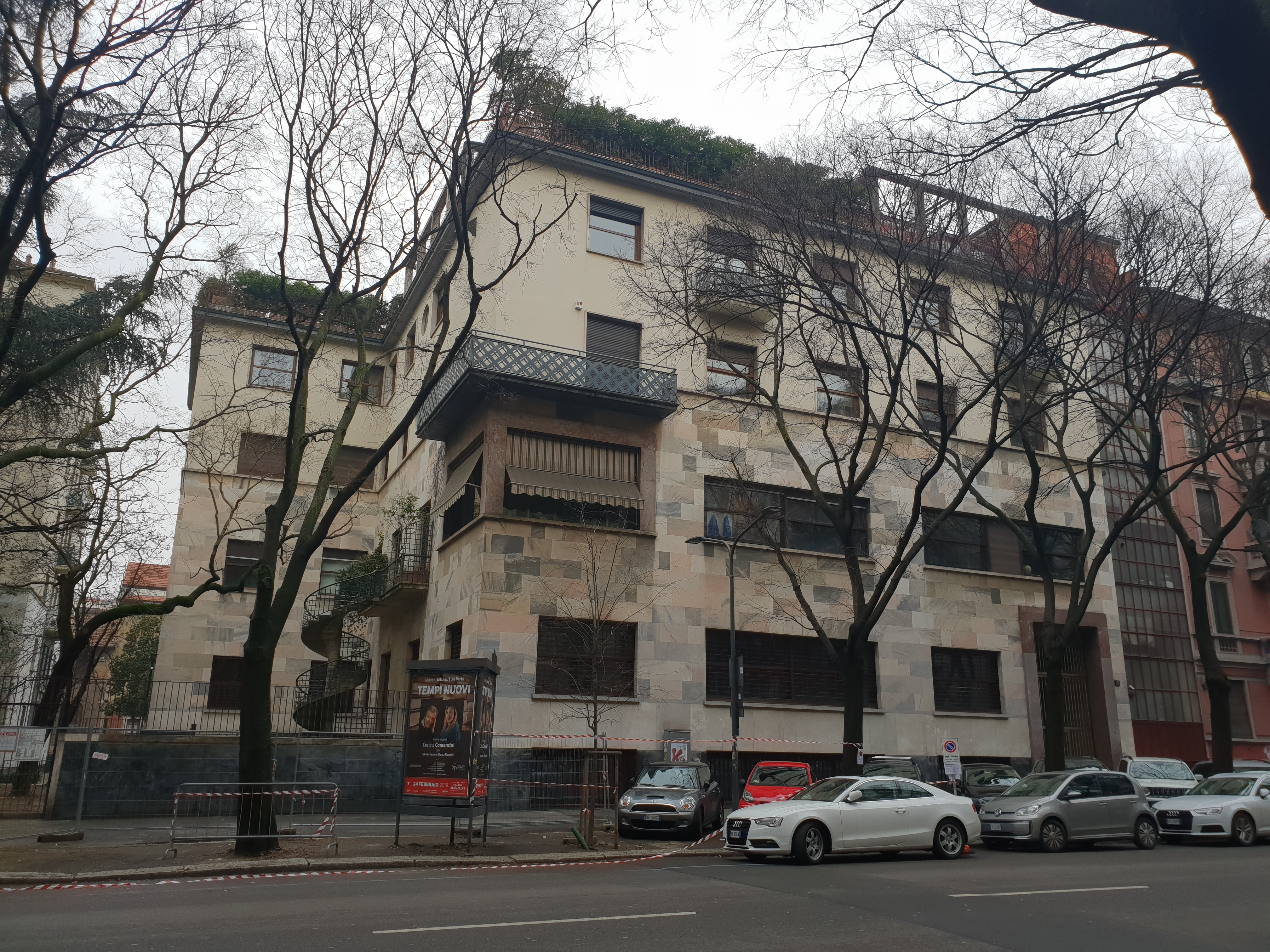
Casa Wassermann

## 主要作品
- 扩建米兰理工大学并建造米兰建筑与设计学院（1956年），与瓜尔蒂耶罗·加尔马尼尼、焦·庞蒂、焦尔达诺·福尔蒂等人合作。[6][7]
- 阿特拉尼之家（Casa Atellani），位于米兰马真塔大道（1919-21, 1943, 1946-52），与瓜尔蒂耶罗·加尔马尼尼合作。[8]
- 修复与重建布雷拉美术馆（1919-50），与瓜尔蒂耶罗·加尔马尼尼合作。[9]
- 米兰主教座堂前庭广场（1926-29, 1964），与瓜尔蒂耶罗·加尔马尼尼和詹尼诺·卡斯蒂廖尼合作。[10]
- 普利尼别墅（科莫湖）（1953-1956），位于列尔纳，与瓜尔蒂耶罗·加尔马尼尼合作。
- 意大利商业银行大厦（1955），与瓜尔蒂耶罗·加尔马尼尼合作。[11]
- 巴萨尼尼公寓，位于米兰孔尼祖尼亚大道和福帕街（1928-29, 1930-34），与瓜尔蒂耶罗·加尔马尼尼合作。[12]
- 赫普利天文馆（Hoepli Planetarium），位于米兰威尼斯大街（1929-30）。[13]
- 修复欧梅诺尼之家（Casa degli Omenoni）（1929）。[14]
- 修复圣母感恩教堂，包括达·芬奇的《最后的晚餐》（1929-31, 1934-38）。[15]

### 建筑与别墅
- 第五届米兰三年展上的《新婚之家》（1932-33，已拆除），与BBPR、卢乔·封塔纳、翁贝托·萨比奥尼、路易吉·桑塔雷拉、彼得罗·基耶萨合作。[16]
- 内基·坎皮利奥别墅，位于米兰莫扎特大街（1932-35）。[17]
- 加尔马尼尼-波塔鲁皮宫（1953-1956），位于米兰贝娅特丽丝·德埃斯特大街23号，与瓜尔蒂耶罗·加尔马尼尼合作。
- 克雷斯皮别墅“Il Biffo”，位于梅拉特 (莱科)（1935-38）。[18]
- 阿伦加里奥宫（1937-56），与恩里科·阿戈斯蒂诺·格里菲尼、皮尔·朱利奥·马吉斯特雷蒂、乔瓦尼·穆齐奥、瓜尔蒂耶罗·加尔马尼尼合作。[19]
- 位于米兰阿米奇斯街25号的宫殿（1944-45，Bassanini工程公司），与瓜尔蒂耶罗·加尔马尼尼合作。[20]

### 引用
1. ↑  Maria Manuela Leoni; Fulvio Irace. . lombardiabeniculturali.it. 2015  [2024-08-31]. （原始内容存档于2023-02-08） （意大利语）.
2. ↑  Roberto Arsuffi. . blog.urbanfile.org. 18 January 2022  [2024-08-31]. （原始内容存档于2024-08-31） （意大利语）.
3. ↑  Vittorio Sgarbi. Roma. Dal Rinascimento ai Giorni nostri, p. 228, ed. La Nave di Teseo, 9788834606094
4. ↑  Maria Manuela Leoni; Fulvio Irace. . lombardiabeniculturali.it. 2015 （意大利语）..
5. ↑  Roberto Arsuffi. . blog.urbanfile.org. 18 January 2022 （意大利语）..
6. ↑  Maria Manuela Leoni; Fulvio Irace. . lombardiabeniculturali.it. 2015 （中文）.
7. ↑  Roberto Arsuffi. . blog.urbanfile.org. 2022年1月18日 （中文）.
8. ↑  Carlo Pedretti. . Giunti. 2000: 120–125. ISBN 9788809037543 请检查|isbn=值 (帮助).
9. ↑  Antonio Paolucci. . Skira. 1998: 90–102.
10. ↑  .   [2025年3月1日].
11. ↑  Guido Canella. . Hoepli. 2001: 200–210.
12. ↑  Paolo Portoghesi. . Electa. 1995: 55–65.
13. ↑  .   [2025年3月1日].
14. ↑  Giuseppe Mazzotta. . Mondadori. 2010: 144–150.
15. ↑  .   [2025年3月1日].
16. ↑  Marco De Michelis. . Electa. 2005: 230–245.
17. ↑  Giuseppe Dardanello. . Skira. 2015: 110–120.
18. ↑  Gian Mario Andina. . Hoepli. 1998: 90–98.
19. ↑  Luigi Moneta. . Laterza. 1999: 170–185.
20. ↑  Federico Bucci. . Electa. 1995: 210–220.

## 書籍
- Piero Portaluppi, Luca Molinari, Piero Portaluppi: linea errante nell'architettura del Novecento, Fondazione La Triennale di Milano, Edizioni Skira, 2003, ISBN 888491678X

## 相關連結
- Fondazione Portaluppi, Design del Banco Ambrosiano di Portaluppi e Galmanini （页面存档备份，存于）